# Olympus PEN E-P5
Die Olympus PEN E-P5 ist eine spiegellose Systemkamera des Herstellers Olympus für das Micro-Four-Thirds-System. Sie löst die Olympus PEN E-P3 ab und ist seit Juni 2013 im europäischen Handel erhältlich. Technisch basiert die E-P5 auf der Olympus OM-D E-M5.

## Neuerungen und Besonderheiten
Im Vergleich zum Vorgänger verfügt die PEN über eine kürzeste Verschlusszeit von 1/8.000 Sekunde. Außerdem besitzt sie nun zwei Einstellräder auf der Oberseite anstatt eines oben und eines auf der Rückseite, beide können mit zwei Funktionen belegt werden, die über einen kleinen Schalter auf der Rückseite ausgewählt werden können. Auch besitzt der Monitor eine höhere Auflösung, ca. 1 Million Subpixel gegenüber ca. 600.000. Trotz der beinahe identischen Außenabmessungen ist sie circa 50 g schwerer.
Als erste PEN verfügt die E-P5 über W-LAN, über eine kostenlos erhältliche Mobile App für Android und iOS können sowohl Bilder heruntergeladen und bearbeitet werden, wie auch die Kamera gesteuert werden. Die Kamera baut dazu ein eigenes W-LAN auf, an dem sich das Smartphone oder Tablet anmelden kann.
Wie viele Olympus-Kameras auch ist die E-P5 sehr konfigurierbar. Insgesamt können 5 Knöpfe mit diversen Funktionen belegt werden. Diese und andere Einstellungen können als sogenannte MySets abgespeichert werden. Manche Knöpfe und die Automatikstellungen des Modusrades können mit diesen MySets belegt werden, um sie zu aktivieren.
Zusammen mit der PEN wurde ein neuer elektronischer Aufstecksucher vorgestellt, der gemeinsam mit der E-P5 im Kit angeboten wird. Er verfügt 2,36 Millionen Subpixel.

## Design
Die E-P5 ist im Retro-Design gehalten und erinnert optisch an die der Olympus Pen F von 1963. Daran erinnert nicht nur die zweifarbige Variante (Silber/Schwarz), sondern auch der Schriftzug über dem Objektiv.

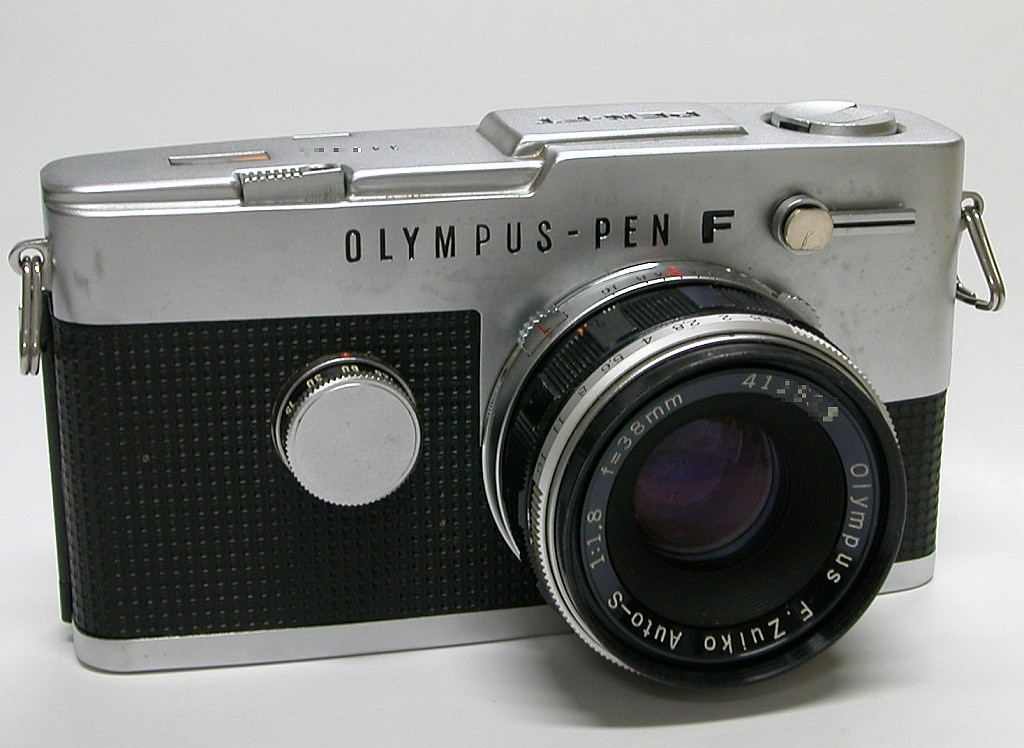
Olympus Pen FT, das Designvorbild der E-P5
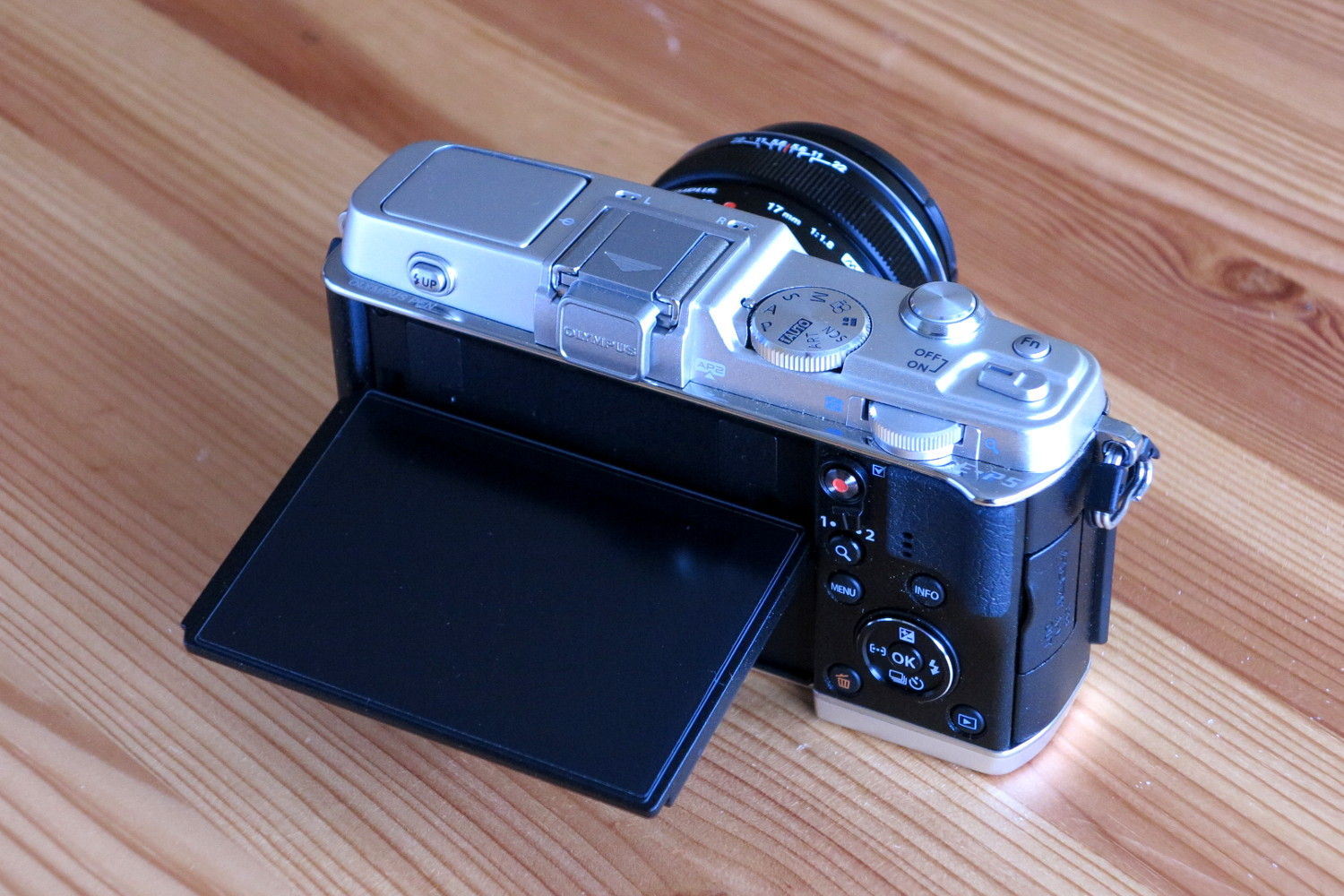
Rückseite der Olympus PEN E-P5 mit hochgeklapptem Bildschirm